# Jan de Bont
Jan de Bont (Eindhoven, 22 de octubre de 1943) es un director de cine, director de fotografía y productor neerlandés. 

## Biografía
De Bont fue uno de los 17 hijos de una familia católica holandesa de Eindhoven, Países Bajos. Sus primeros trabajos después de estudiar en el Amsterdam Film Academy fueron con el director Adriaan Ditvoorst. De Bont fue el director de fotografía de muchas de las primeras películas de Ditvoorst, incluida 'Ik Kom Wat Later Naar Madra' (1965). Su primer trabajo realmente conocido fue como director de fotografía de la obra de Paul Verhoeven Delicias turcas (1973), protagonizada por Rutger Hauer y Monique van de Ven. Precisamente allí empezó su relación con la actriz van de Ven, con la que se casaría en 1977. El matrimonio duraría hasta 1988. 
A partir de la década de los 80, de Bont da el salto a Hollywood como director de fotografía. Así, colaboraría en proyectos como El cuarto hombre (1983), Die Hard (Duro de matar) (1988), Black Rain (1989), La caza del Octubre Rojo (1990) o Basic Instinct (1994). 
De Bont debutaría como director con el taquillazo de Speed (Máxima velocidad) (1994) y su secuela Speed 2: Cruise Control (1997). Después seguiría con otros títulos como Twister (1996) y La guarida (1999).

## Filmografía

### Director de fotografía
- Delicias Turcas (Turks fruit, 1973), de Paul Verhoeven
- El gran rugido (Roar, 1981), de Noel Marshall
- El cuarto hombre (De vierde man, 1983), de Paul Verhoeven
- All the Right Moves (1983), de Michael Chapman
- Flesh and Blood (1985), de Paul Verhoeven
- La joya del Nilo (The Jewel of the Nile, 1985), de Lewis Teague
- Ruthless People (1986), de Jim Abrahams y David Zucker
- El clan del oso cavernario (The Clan of the Cave Bear, 1986), de Michael Chapman
- ¿Quién es esa chica? (Who's That Girl?), 1987), de James Foley
- Die Hard (1988), de John McTiernan
- Black Rain (1989), de Ridley Scott
- Bert Rigby, estás loco (Bert Rigby, You're a Fool, 1989), de Carl Reiner
- Línea mortal (Flatliners, 1990), de Joel Schumacher
- Parker Kane (1990), de Steve Perry
- La caza del Octubre Rojo (The Hunt for Red October, 1990), de John McTiernan
- Shining Through (1992), de David Seltzer
- Lethal Weapon 3 (1992), de Richard Donner
- Basic Instinct (1992), de Paul Verhoeven

### Director
- Speed (1994)
- Twister (1996)
- Speed 2: Cruise Control (1997)
- The Haunting (1999)
- Lara Croft Tomb Raider: La cuna de la vida (Lara Croft: Tomb Raider – The Cradle of Life, 2003)

- Datos: Q376107
- Multimedia: Jan de Bont / Q376107